# كيسي جينينغز
كيسي جينينغز (بالإنجليزية: Casey Jennings)‏ (10 يوليو 1975 بلاس فيغاس في الولايات المتحدة - ) هو لاعب كرة طائرة أمريكي.

## وصلات خارجية
- كيسي جينينغز على موقع الاتحاد الدولي beach volleyball database (الإنجليزية)
- كيسي جينينغز على موقع قاعدة بيانات الكرة الطائرة الشاطئية (الإنجليزية)